# 2263 Shaanxi
A 2263 Shaanxi (ideiglenes jelöléssel 1978 UW1) a Naprendszer kisbolygóövében található aszteroida. Bíbor-hegyi Obszervatórium fedezte fel 1978. október 30-án.